# Bohuslav Nauš
Bohuslav Nauš (24. prosince 1929 Žár – 25. dubna 2017 Prachatice) byl český ochránce přírody.
Po ukončení studií pracoval ve stavebnictví, ale jeho zájem o přírodu ho již v roce 1969 přivedl do řad dobrovolných ochránců přírody. Od roku 1971 vykonával jako dobrovolník strážní službu v povodí Blanice v rámci CHKO Šumava. Ve stejném roce se stává zaměstnancem ve státní ochraně přírody. Podílel se na vyznačování maloplošných chráněných území, budování informačních panelů a jiného vybavení, či na realizaci řady naučných stezek. Je autorem řady publikací. Po odchodu do důchodu pokračoval ve spolupráci se Stanicí mladých ochránců přírody v Prachaticích a později s Centrem ekologické výchovy Dřípatka.
V roce 1996 obdržel Cenu naděje a porozumění.